# 雷克斯豪森
雷克斯豪森是德国莱茵兰-普法尔茨州的一个市镇。总面积8.18平方公里，总人口379人，其中男性190人，女性189人（2011年12月31日），人口密度46人/平方公里。